# John Meyrick
John Meyrick, né le 2 décembre 1926 et mort le 6 février 2004, est un rameur d'aviron britannique.

## Carrière
John Meyrick participe aux Jeux olympiques de 1948 à Londres et remporte la médaille d'argent en huit, avec Guy Richardson, Michael Lapage, Ernest Bircher, Paul Massey, Christopher Barton, Alfred Mellows, Jack Dearlove et Charles Lloyd.